# Бели-Лом (река)
Бели-Лом, Белый Лом — река в северной Болгарии. Протекает по территории общин Лозница и Разград в Разградской области и общин Ветово и Иваново в Русенской области. Длина 147 километров, это 15-я по длине река Болгарии.
Берёт начало в окрестностях Разграда у села Островче на высоте 404 метра над уровнем моря. До водохранилища Бели-Лом у села Крояч течёт на юго-восток, далее поворачивает на северо-запад, пересекает центр Разграда, течёт в том же направлении до Сеново, далее поворачивает на запад до Нисово, пересекая на этом участке, у села Писанец, европейский маршрут E70 Русе — Варна, а затем принимает прежнее направление до слияния с рекой Черни-Лом (Кара-Лом) у села Иваново, давая начало реке Русенски-Лом. У Нисова в реку Бели-Лом впадает речка Малки-Лом, которая от истоков, в 16 километрах к юго-западу от Разграда, сохраняет на всём протяжении северо-западное направление. Глубина и ширина этих рек незначительны, но первая от села Дряновец, а вторая от села Костанденец протекают по глубоким ущельям с крутыми берегами, при чём высокий правый берег Бели-Лома местами образует отвесные скалы до 60 метров высотой. Обе реки, при параллельном направлении течения вдоль фронта (Русе-Разград) бывшего четырехугольника турецких крепостей Шумла — Варна — Рущук — Силистрия, имели значение для боевых действий на этом фронте, облегчая оборону и затрудняя наступление для обеих сторон. В русско-турецкую войну 1877—78 гг., находящиеся на этих реках, села Писанец и Нисово, где имелись каменные мосты, Садина, Костанденец и Сваленик, ознаменованы многими мелкими столкновениями российских войск с турками.
В османский период река называлась Ак-Лом от тур. ak — белый.
Площадь водосбора 1547 квадратных километров, что составляет 53,9% от водосборного бассейна реки Русенски-Лом. В водосборный бассейн попадают кроме Разградской и Русенской областей входят Тырговиштская область и Шуменская область. У села Писанец впадает левый приток Долапдере. Среднегодовой расход воды в устье 2,09 кубических метров в секунду, в Разграде — 0,86 кубических метров в секунду. Питание реки смешанное, с преобладанием снегового и дождевого, с ярко выраженным весенним максимумом в марте-июне и летне-осенним минимумом в июле-октябре. Во время весеннего полноводья происходит около 60% годового стока. Река имеет один из самых высоких значений мутности в Болгарии. Очень часто Бели-Лом является причиной наводнений в долине, самое крупное произошло в 1947 году.
В верхнем и особенно в среднем течении, большая часть воды реки используются для орошения. В верхнем течении, построена большая плотина «Бели-Лом», который обеспечивает водоснабжение около 4 тысяч гектаров сельскохозяйственных угодий. Кроме того, водохранилище является местом обитания нескольких видов рыб: карась, голавль, краснопёрка, окунь, бычок-песочник и пескарь, и является центром притяжения для любителей рыбалки и отдыха.
В долине реки протяженностью 25 километров проходит участок Республиканской дороги I-2 Русе – Разград – Варна от села Осенец до села Бели-Лом.
В низовьях реки Бели-Лом, близ города Сеново находятся причудливые скальные образования и многочисленные пещеры.